# Jean-Marc Roulot
Pour les articles homonymes, voir Roulot.
Jean-Marc Roulot est un acteur français, né à Beaune (Côte-d'Or) le 15 décembre 1955. Il est également vigneron à Meursault, à la tête du domaine familial depuis 1989 où il produit des vins, des liqueurs et des alcools.

## Formation
- Cours de Blanche Salant au Centre Américain de Paris
- Conservatoire national supérieur d'art dramatique de Paris, élève dans les classes de Michel Bouquet, Pierre Debauche et Jacques Lassalle
- DTO (Diplôme de Technicien en Œnologie), Université de Bourgogne

## Théâtre
- Le Tartuffe / Jacques Lassalle
- Comme il vous plaira / Pierre Debauche
- La Veillée / Jérôme Deschamps
- Le Misanthrope / Dominique Pitoiset
- La Peau et les Os de Georges Hyvernaud / Jean-Louis Benoît
- Andromaque d’Euripide / Jacques Lassalle
- L’Heureux Stratagème / Laurent Pelly
- Minuit Chrétien / Tilly
- Une Vie de Chien d’Yves Reynaud / Francis Freyburger
- Du Malheur d’avoir de l’Esprit d’Alexandre Griboïedov / Jean-Louis Benoît

## Filmographie

### Cinéma
- 1983 : Circulez y'a rien à voir de Patrice Leconte
- 1984 : Le Tartuffe de Gérard Depardieu
- 1988 : Un homme amoureux de Diane Kurys
- 1988 : Une affaire de femmes de Claude Chabrol
- 1990 : Un week-end sur deux de Nicole Garcia
- 1991 : La Pagaille de Pascal Thomas
- 1992 : Betty de Claude Chabrol
- 1992 : Loin du Brésil de Tilly
- 1992 : La Fille de l'air de Maroun Bagdadi
- 1994 : Consentement mutuel de Bernard Stora
- 1995 : Le Nez au vent de Dominique Guerrier
- 1998 : Jeanne et le Garçon formidable de Olivier Ducastel, Jacques Martineau
- 2001 : Fifi Martingale de Jacques Rozier
- 2004 : La confiance règne d'Étienne Chatiliez
- 2010 : Rio Sex Comedy de Jonathan Nossiter
- 2011 : Tu seras mon fils de Gilles Legrand
- 2012 : Louise Wimmer de Cyril Mennegun
- 2012 : Les Saveurs du palais de Christian Vincent
- 2013 : Quai d'Orsay de Bertrand Tavernier
- 2014 : Diplomatie de Volker Schlöndorff
- 2017 : Ce qui nous lie de Cédric Klapisch
- 2018 : Un peuple et son roi de Pierre Schoeller
- 2023 : La Passion de Dodin Bouffant de Trần Anh Hùng
- 2025 : La Venue de l'avenir de Cédric Klapisch

### Télévision
- 1988 : Les dossiers secrets de l'inspecteur Lavardin : L'Escargot noir de Claude Chabrol
- 1989 : Les Jupons de la Révolution - épisode : Marat de Maroun Bagdadi : Abbé Filassier
- 1990 : Disparus de Saint-Agil de Jean-Louis Benoît : Monaieur Raymon
- 1995 : Le Voyage de Pénélope de Patrick Volson
- 1995 : Navarro - épisode : Coup bas
- 1996 : Tout ce qui brille de Lou Jeunet
- 1996 : Crédit bonheur de Luc Béraud
- 1996 : Tatort - épisode : Frankfurt - Miami
- 1997 : La Petite maman de Patrice Martineau
- 1998 : Les Grands enfants de Denys Granier-Deferre
- 1998 : Bob le magnifique de Marc Angelo
- 1998 : Avocats & associés - épisode : Le voisin du dessous : Monsieur Lancien
- 1998 : Bébés boum de Marc Angelo
- 1999 : Toute la ville en parle de Marc Rivière : De Berque
- 1999 : L'Instit - épisode : Personne ne m'aime : Thierry
- 1999 : P.J. - épisode : Baby sitter
- 2001 : Les Enquêtes d'Éloïse Rome - épisode : Jugement en appel : Vincent Berman
- 2003 : Ambre a disparu de Denys Granier-Deferre
- 2004 : Coup de vache de Lou Jeunet : Le notaire
- 2005 : Les Cordier, juge et flic - épisode : La nuit du sacrifice : Couranjou
- 2006 : Boulevard du Palais - épisode : Rituels barbares : M. Lebret
- 2006 : C'est arrivé dans l'escalier de Luc Béraud
- 2006 : Marie Besnard, l'empoisonneuse de Christian Faure
- 2012 : La Mer à l'aube de Volker Schlöndorff :  Julien Touya
- 2014 : Le Sang de la vigne - épisode : Cauchemar dans les Côtes de Nuits : Joubert
- 2015 : Le Sang de la vigne - épisode : Médoc sur ordonnance : Commandant Caubère
- 2018 : Les rêves brisés de l’entre-deux-guerres, docu-fiction de Jan Peter et Frédéric Goupil
- 2018 : Dix pour cent (Saison 2 - Épisode 3 par Antoine Garceau) : Norman
- 2022 : Les Particules élémentaires d'Antoine Garceau : Docteur Azoulay